# Bataille de Krücken
Croisade prussienne
La Bataille de Krücken est un affrontement médiéval, qui a eu lieu en 1249 pendant la croisade prussienne entre les chevaliers teutoniques et les Prussiens, l'une des tribus baltes. En nombre de chevaliers tués, c'est la quatrième plus grande défaite des chevaliers teutoniques au XIIIe siècle.
Le commandant Heinrich Botel rassembla des hommes des châteaux de Kulm, Elbing et Balga pour une expédition militaire loin à l'intérieur de la Russie. Ils traversèrent les territoires des Natangiens et pillèrent la région. Sur le chemin de retour, ils furent attaqués à leur tour par une armée de Natangiens. Ils se replièrent près du village de Krücken, au sud de Kreuzburg (actuellement Kamenka au sud de la Slavskoie (en)), où les Prussiens hésitèrent à les attaquer. L'armée prussienne était augmentée de troupes fraiches arrivées de territoires plus éloignés et les chevaliers n'avaient pas assez de ressources pour soutenir un siège. Ils négocièrent donc leur reddition : le commandant et trois autres chevaliers devaient rester en otages pendant que les autres rendaient leurs armes. 
Mais les Natangiens trahirent leurs promesses et massacrèrent les 54 chevaliers et un grand nombre de leurs soldats. Certains chevaliers furent exécutés au cours de cérémonies religieuses ou torturés à mort. La tête de Jean, vice-comte de Balga, fut exposée au bout d'une pique. D'autres furent soumis à rançon ou échangés (en particulier le commandant Botel). . Jamais plus ils ne se rendirent à des païens. Les Natangiens n'exploitèrent pas leur victoire et ne lancèrent pas d'offensives vers les territoires des chevaliers teutoniques. Il fallut deux ans à ceux-ci pour se remettre et venger le massacre. 